# Listă de epigramiști români
Aceasta este o listă de epigramiști români:
- Alexandru Macedonski
- Cincinat Pavelescu
- Păstorel Teodoreanu
- Alexandru Clenciu
- Ion Th. Grigore
- Mircea Ionescu-Quintus
- George Zarafu
- Mihai Pânzaru-Pim
- Jean Buhman
- Corneliu Berbente
- Vasile Til Blidaru
- George Petrone
- Nicolae Rotaru
- Efim Tarlapan